# Eadgils
Eadgils, Eadgils, Adils, Aðils, Adillus, Aðísl at Uppsölum, Athisl, Athislus o Adhel (... – Uppland, metà VI secolo), è stato un Re semi-leggendario dei Sueoni, della casata dei Yngling/Scylfing, di Uppsala.

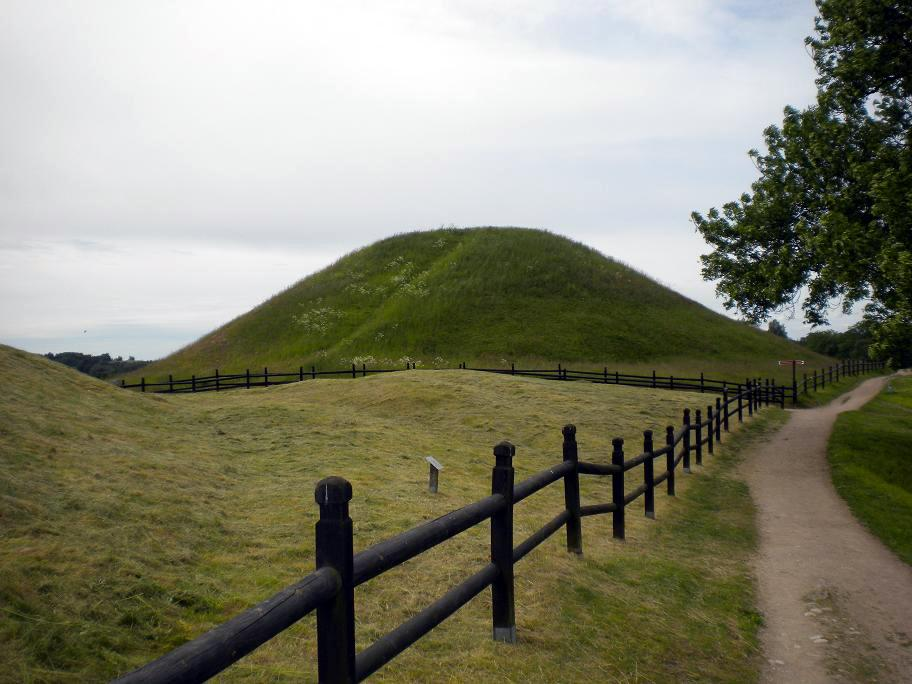
Tumulo reale occidentale Uppsala, supposta tomba di Eadgils.

Il Beowulf e le fonti norrene ce lo presentano come figlio di Ohthere e narrano del suo conflitto con Onela, guerra che riuscì a vincere con l'aiuto di alleati stranieri: nel Beowulf ascese al trono di Uppsala sconfiggendo lo zio Onela con l'aiuto dei Geati, mentre in due fonti scandinave (lo Skáldskaparmál e la Saga degli Skjöldungar) fu aiutato dai Danesi a sconfiggere Onela nella Battaglia sul Ghiaccio del Lago Vänern. Comunque, la maggior parte delle fonti tratta dei suoi rapporti con il re leggendario danese Hrólfr Kraki (o Hroðulf), nelle quali Eadgils è spesso rappresentato come un re avido e ingordo.

## Nome
Le forme norrene si basano sul proto-norreno *Aþagīslaz (dove *aþa è abbreviazione di *aþala, che significa "nobile", e *gīslaz, che significa "freccia"). Tuttavia, la forma anglosassone non è etimologicamente uguale; essa infatti avrebbe dovuto essere *Ædgils, ma Eadgils (proto-norreno *Auða-gīslaz, dove *auða- significa "ricchezza") era l'unico nome che gli corrispondesse usato dagli Anglosassoni. Il nome Aðils era così raro anche in Scandinavia che, fra oltre 6 000 iscrizioni runiche scandinave, solo in tre è presente (U 35, DR 221 e Br Olsen;215).

## IlBeowulf
Il poema epico anglosassone Beowulf, composto tra l'VIII e l'XI secolo, è, insieme al poema norvegese scaldico Ynglingatal (IX secolo), la più antica fonte che menziona Eadgils.
Nel Beowulf si dice che il re svedese Ohthere morì e che gli succedette il fratello minore Onela, perciò i due figli di Ohthere, Eadgils e Eanmund, dovettero cercare rifugio presso Heardred, figlio di Hygelac e suo successore come re dei Geati. Questo fece sì che Onela attaccasse i Geati, e Heardred fu ucciso nella guerra. Onela tornò in patria e Beowulf succedette a Heardred come re di Götaland. Nei versi successivi, ci si riferisce ad Onela come all'elmo degli Scylfing e al figlio di Ongenþeow, mentre ci si riferisce ad Eadgils e Eanmund come ai figli di Ohtere:
(Beowulf, vv. 2379-2390.)
Più avanti nel poema, si dice che durante la battaglia il fratello di Eadgils, Eanmund, fu ucciso dal campione di Onela, Weohstan padre di Wiglaf. Nei versi seguenti, Eanmund compare anche come figlio di Ohtere e figlio di un fratello:
(Beowulf, vv. 2609-2619.)
Eadgils tuttavia sopravvisse, e più tardi Beowulf lo aiutà fornendogli armi e guerrieri; Eadgils vinse la guerra e uccise lo zio Onela. Nei versi seguenti, Eadgils è chiamato sia con il suo nome che con l'appellativo figlio di Ohtere, mentre ad Onela ci si riferisce come a il re:
(Beowulf, vv. 2391-2396.)
Quest'episodio compare anche in due fonti scandinave, lo Skáldskaparmál e la Saga degli Skjöldungar.

## Fonti norvegesi e islandesi
Le maniere allusive con cui ci si riferisce a Eadgils e ai suoi parenti nel Beowulf suggerisce che l'autore si aspettava dal suo pubblico un certo grado di conoscenza di Eadgils, Ohthere e Eanmund tale da poter capire i suoi riferimenti. Allo stesso modo, nel contemporaneo Ynglingatal, Eadgils (Aðils) è chiamato nemico di Onela (Ála dólgr), il che suggerisce che il conflitto era familiare allo scaldo e al suo pubblico.
La tradizione di Eadgils e Onela rispunta in alcune opere in norreno, in prosa e in poesia, e un'altra questione compare: il conflitto tra Eadgils e Hrólfr Kraki, che corrisponde a Hroðulf nel Beowulf.

### L'Ynglingatal
Il poema scaldico Ynglingatal è un racconto in poesia delle vicende del clan degli Ynglingar. Essi sono anche chiamati Skilfingar nella 19ª strofa, un nome che compare anche nel Beowulf nella sua forma anglosassone, Scylfingas, come riferimento al clan di Eadgils. L'Ynglingatal ci è presentato come opera di Þjóðólfr da Hvinir da Snorri Sturluson nella Saga degli Ynglingar.
Anche se la datazione è stata oggetto di controversie, la maggior parte degli studiosi la data a partire dal IX secolo. È sopravvissuta in due versioni: una è stata trovata nell'opera storica norvegese Historia Norvegiæ in latino, e l'altra nella Saga degli Ynglingar, una parte dell'Heimskringla di Snorri Sturluson. Qui viene presentato Aðils (Eadgils) come successore di Óttarr (Ohthere) e predecessore di Eysteinn. La strofa su Aðils riporta la sua morte accidentale quando cadde da cavallo:
(Ynglingatal, strofa 19.)
È da notare che il contrasto con Onela compare anche nell'Ynglingatal, essendoci il riferimento ad Aðils come al mortale nemico di Ole (Ála dólgr). Questo contrasto è trattato in maggior dettaglio nella Saga degli Skjöldungar e nello Skáldskaparmál.
L'opera Historia Norvegiæ, un riassunto conciso in latino dell'Ynglingatal, dice solo che Eadgils cadde da cavallo e morì durante i sacrifici. In questa traduzione latina, le Dísir sono sostituite dalla dea romana Diana:
(Historia Norvegiæ)
La stessa informazione è reperibile nella Cronaca Svedese (metà del XV secolo), che chiama Eadgils Adhel. Probabilmente è basata sulla versione dell'Ynglingatal e dice che cadde da cavallo e morì mentre venerava il suo dio.

### L'Íslendingabók
Nell'Íslendingabók (inizio del XII secolo) Eadgils appare soltanto come nome nella lista dei re della dinastia degli Ynglingar come Aðísl di Uppsala. L'autore, Ari Þorgilsson, usò come fonte per l'albero genealogico l'opera Ynglingatal.
I Yngvi Tyrkjakonungr. II Njörðr Svíakonungr. III Freyr. IV Fjölnir sá er dó at Friðfróða. V Svegðir. VI Vanlandi. VII Visburr. VIII Dómaldr. IX Dómarr. X Dyggvi. XI Dagr. XII Alrekr. XIII Agni. XIV Yngvi. XV Jörundr. XVI Aun inn gamli. XVII Egill Vendilkráka. XVIII Óttarr. XIX Aðísl at Uppsölum. XX Eysteinn. XXI Yngvarr. XXII Braut-Önundr. XXIII Ingjaldr inn illráði. XXIV Óláfr trételgja...
Come si vede, esso concorda con i precedenti Ynglingatal e Beowulf nel presentare Eadgils come successore di Óttarr (Ohthere).

### LaSaga degli Skjöldungar
La Saga degli Skjöldungar è una saga che si ritiene sia stata scritta nel periodo 1180-1200. La versione originale è andata perduta, ma la saga ci è giunta attraverso un riassunto latino di Arngrímur Jónsson.
Il riassunto di Arngrímur dice che Eadgils, chiamato qui Adillus, sposò Yrsa con cui ebbe una figlia, Scullda. Alcuni anni dopo, il re danese Helgo (Halga) attaccò la Svezia e rapì Yrsa, ignorando che fosse la sua stessa figlia, risultato dello stupro da parte di Helgo di Olava, regina dei Sassoni. Helgo violentò Yrsa e la portò con sé in Danimarca, dove lei partorì loro figlio Rolfo (Hroðulf). Dopo alcuni anni, la madre di Yrsa, Olava, venne a farle visita e le disse che Helgo era il suo stesso padre. Sconvolta, Yrsa tornò da Adillus, lasciando dietro di sé il figlio. Helgo morì quando Rolfo aveva otto anni, e Rolfo gli succedette, e governò insieme allo zio Roas (Hroðgar). Non molto dopo, Roas fu ucciso dai suoi fratellastri Rærecus e Frodo, così Rolfo divenne l'unico re di Danimarca.
In Svezia, Yrsa e Adillus diedero Skuld in sposa al re di Öland, Hiørvardus/Hiorvardus/Hevardus (Heoroweard). Poiché Rolfo, suo fratellastro, non era stato consultato riguardo al matrimonio, egli si infuriò, attaccò Öland e rese Hiørvardus e il suo regno tributari della Danimarca.
Dopo qualche tempo, ci furono contrasti tra re Adillus di Svezia e il re norvegese Ale di Oppland. Decisero di combattere sul ghiaccio del Lago Vänern. Adillus vinse e prese dell'avversario elmo, cotta di maglia e cavallo. Adillus riuscì a vincere poiché aveva chiesto aiuto a Rolfo contro re Ale e Rolfo gli aveva mandato i suoi berserkr. Tuttavia, Adillus si rifiutò di pagare il compenso pattuito per l'aiuto e perciò Rolfo si recò ad Uppsala per reclamare la sua ricompensa. Dopo esser sopravvissuto ad alcune trappole, Rolfo fuggì con l'oro di Adillus, aiutato dalla madre Yrsa. Vedendo che il re svedese e i suoi uomini lo inseguivano, Rolfo "seminò" l'oro sul Fyrisvellir, così gli uomini del re si sarebbero fermani a raccoglierlo invece che inseguirlo.
Come si può vedere, la Saga degli Skjöldungar rinarra la storia di Eadgils che combatte lo zio Onela, ma in questa versione Onela non è lo zio di Eadgils, ma un re norvegese dell'Oppland. È generalmente accettata l'ipotesi che questo cambiamento sia un tardo fraintendimento tra la provincia centrale della Svezia, l'Uppland, e una provincia norvegese con un nome simile, l'Oppland. Inoltre, mentre il Beowulf termina la vicenda con il dubbio che Hroðulf (Rolfo Krage, Hrólfr Kraki) possa reclamare il trono per sé dopo la morte di Hroðgar (Roas, Hróarr), nella tradizione scandinava è esattamente quello che fa. Una differenza notevole è che nel Beowulf Eadgils riceve l'aiuto del re dei Geati Beowulf contro Onela, mentre nella tradizione scandinava è il re danese Hroðulf che porta il suo aiuto.

### LoSkáldskaparmál
Lo Skáldskaparmál fu scritto da Snorri Sturluson intorno al 1220, al fine di insegnare l'antica arte del kenning agli aspiranti scaldi. Eadgils, chiamato Aðils, compare in due sezioni.
La prima sezione è il Kálfsvísa di cui Snorri riproduce piccole parti:
(Skáldskaparmál, Kálfsvísa.)
Questo è un riferimento alla Battaglia sul Ghiaccio del Lago Vänern, durante la quale Eadgils uccise Onela e che compare anche nella Saga degli Skjöldungar. C'è anche una seconda strofa, dove Eadgils monta il suo cavallo Slöngvir, apparentemente una combinazione famosa abbastanza da essere nominata:
(Skáldskaparmál, Kálfsvísa.)
Il cavallo di Eadgils, Slöngvir, compare anche nel lavoro più tardo di Snorri, la Saga degli Ynglingar.
Snorri ci presenta anche la storia di Aðils e Hrólfr Kraki (Hroðulf) per spiegare perché l'oro era noto con il kenning semenza di Kraki. Snorri riporta che Aðils era in guerra con un re norvegese chiamato Áli (Onela), e che combatterono nella Battaglia sul Ghiaccio del Lago Vänern. Aðils era sposato con Yrsa, madre di Hrólfr, così mandò un'ambasceria a Hrólfr chiedendogli aiuto contro Áli. In premio avrebbe ricevuto tre magnifici doni. Hrólfr era impegnato in una guerra con i Sassoni e non poteva venire di persona, ma mandò i suoi dodici berserkr, incluso Böðvarr Bjarki. Áli morì in guerra, e Aðils prese l'elmo di Áli, il Cinghiale-da-battaglia, e il suo cavallo, Raven. I berserkr chiesero tre libbre di oro a testa come pagamento, e domandarono di poter scegliere loro i doni che Aðils aveva promesso a Hrólfr: i due pezzi d'armatura che niente poteva trapassare, cioè l'elmo cinghiale-da-battaglia e la cotta di maglia Eredità di Finn, e il famoso anello Svíagris. Aðils ritenne la paga oltraggiosa e rifiutò.
Quando Hrólfr venne a sapere che Aðils aveva rifiutato di pagarlo, si recò ad Uppsala. Condusse le navi al fiume Fyris e cavalcò direttamente alla reggia del re svedese ad Uppsala con i suoi dodici berserkr. Yrsa li accolse e li condusse ai loro alloggi. Fuochi erano stati preparati per loro e ricevettero da bere. Tuttavia, così tanta legna era stata messa nei camini che i loro vestiti cominciarono a bruciare; Hrólfr e i suoi uomini si arrabbiarono e scagliarono i cortigiani nel fuoco. Yrsa tornò e diede loro parecchio oro, l'annelo Svíagris e consigliò loro di andarsene. Mentre stavano cavalcando sul Fyrisvellir, videro Aðils e i suoi uomini che li seguivano. I fuggitivi gettarono il loro oro lungo la strada cosicché gli inseguitori si fermassero per raccoglierlo; tuttavia Aðils continuò a star loro dietro sul suo cavallo Slöngvir. Hrólfr allora gettò lo Svíagris e osservò Aðils curvarsi per prenderlo con la lancia. Hrólfr esclamò che aveva visto l'uomo più potente di Svezia inchinarsi.

### LaSaga degli Ynglingar
La Saga degli Ynglingar fu scritta intorno al 1225 da Snorri Sturluson, che usò la Saga degli Skjöldungar come fonte quando raccontò la storia di Aðils. Snorri racconta che Aðils succedette al padre Óttar (Ohthere) e che andò a saccheggiare i Sassoni, il cui re era Geirþjófr e la cui regina era Alof la Grande. Re e regina non erano in casa, perciò Aðils e i suoi uomini depredarono la loro reggia facilmente portando bottino e prigionieri sulle loro navi. Una dei prigionieri era una bellissima ragazza di nome Yrsa, e Snorri scrive che tutti presto rimasero impressionati da quella ragazza beneducata, attraente e intelligente. Il più impressionato fu Aðils, che ne fece sua moglie.
Alcuni anni dopo, Helgi (Halga), che governava a Lejre, attaccò la Svezia e rapì Yrsa; la violentò e la portò con sé a Lejre, dove lei partorì Hrólfr Kraki. Quando il bimbo ebbe tre anni, la madre di Yrsa, la regina Alof di Sassonia, venne a farle visita e le rivelò che suo marito Helgi era anche suo padre. Orripilata, Yrsa tornò da Aðils, lasciandosi dietro il figlio, e rimase in Svezia per il resto della vita. Quando Hrólfr ebbe otto anni, Helgi morì in una spedizione di guerra e Hrólfr fu proclamato re.
Aðils mosse guerra a re Áli (Onela) di Oppland, ed essi combatterono nella Battaglia sul Ghiaccio del Lago Vänern, nella quale Áli morì. Snorri scrive che c'era un racconto dettagliato sulla battaglia nella Saga degli Skjöldungar, che conteneva anche la narrazione di come Hrólfr venne ad Uppsala e seminò oro sul Fyrisvellir.

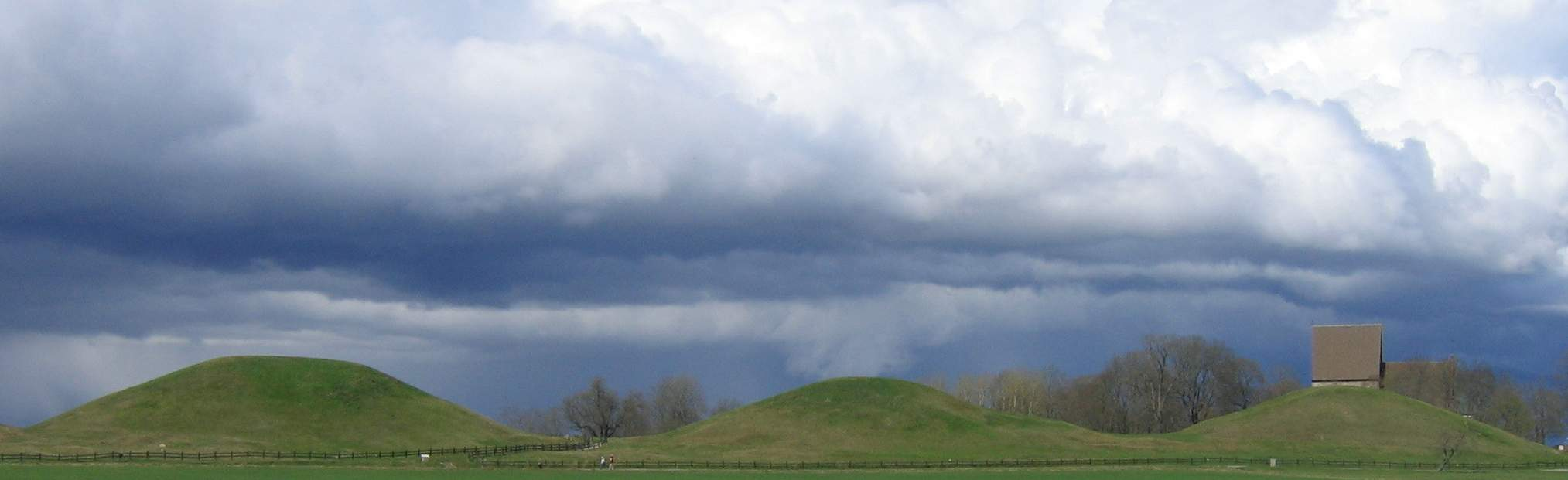
I tre grandi "tumuli regali" a Gamla Uppsala.

Snorri dice anche che Aðils amava i cavalli e aveva i migliori cavalli del suo tempo (è interessante il fatto che uno studioso gotico di quel periodo, Giordane, scrisse che gli Svedesi erano famosi per i loro cavalli). Un cavallo fu chiamato Slöngvi e un altro, che aveva preso da Áli, Raven. Da questo generò un altro cavallo di nome Raven che mandò a re Godgest di Hålogaland, ma Godgest non riuscì a montarci sopra, cadde e morì, a Omd sull'isola di Andøya. Aðils stesso morì in una maniera simile durante il Dísablót. Aðils stava cavalcando intorno al tempio delle Dísir quando Raven inciampò e cadde, e il re fu sbalzato lontano e colpì un masso con la testa. Gli Svedesi lo consideravano un gran re e lo seppellirono a Uppsala. Gli succedette Eysteinn.

### LaHrólfs saga kraka ok kappa hans
Si ritiene che la Hrólfs saga kraka ok kappa hans sia stata scritta nel periodo 1230-1450. Helgi e Yrsa vivevano felici insieme come marito e moglie, ignorando che Yrsa fosse figlia di Helgi. La madre di Yrsa, la regina Oluf, giunse in Danimarca a dirle la verità. Yrsa rimase scioccata e sebbene Helgi volesse che la loro relazione rimanesse uguale a prima, Yrsa insisté nel separarsi l'uno dall'altro. Più tardi fu presa in moglie dal re svedese Aðils, il che rese Helgi ancora più infelice. Helgi si recò ad Uppsala per riprendersela, ma fu ucciso in battaglia da Aðils. A Lejre gli succedette suo figlio Hrólfr Kraki.
Dopo un po' di tempo, Böðvarr Bjarki incoraggiò Hrólfr ad andare ad Uppsala per rivendicare l'oro che Aðils aveva preso da Helgi dopo la battaglia. Hrólfr partì con 120 uomini e i dodici berserkr, e durante una sosta furono interrogati da un contadino chiamato Hrani (Odino travestito) che consigliò Hrólfr di mandare indietro tutta la sua truppa tranne i 12 berserkr, poiché il numero non l'avrebbe aiutato contro Aðils.
Inizialmente furono ben accolti, ma nella reggia Aðils fece del suo meglio per fermare Hrólfr con trappole nel pavimento e guerrieri nascosti che attaccarono i danesi. Alla fine Aðils si intrattenne con loro ma li sottopose ad una prova in cui dovevano sopportare l'immenso calore di un fuoco. Hrólfr e i suoi berserkr ne ebbero abbastanza e gettarono i cortigiani che stavano alimentando il fuoco in esso; Aðils riuscì a fuggire scomparendo in un tronco cavo che si ergeva nella sua reggia.
Yrsa rimproverò il marito per il suo tentativo di uccidere il figlio, e andò a incontrare i danesi; diede loro un uomo chiamato Vöggr per intrattenerli. Questo Vöggr notò che Hrólfr aveva la faccia magra come un piolo di scala, un Kraki; contento del suo nuovo soprannome Hrólfr diede a Vöggr un anello d'oro, e Vöggr in cambio giurò di vendicarlo se mai qualcuno l'avesse ucciso. Hrólfr e la sua compagnia furono poi attaccati da un troll in forma di cinghiale al servizio di Aðils, ma Gram, il cane di Hrólfr, lo uccise.
Più tardi scoprirono che Aðils aveva dato alle fiamme la reggia, così ne fuggirono fuori, solo per ritrovarsi circondati in strada da guerrieri pesantemente armati. Dopo una battaglia, re Aðils si ritirò per chiamare rinforzi.
Yrsa fornì il figlio di una coppa d'argento rifinita d'oro e gioielli e un famoso anello, Svíagris. Poi diede a Hrólfr e ai suoi uomini dodici dei migliori cavalli del re di Svezia, e tutto l'equipaggiamento e le provviste di cui avevano bisogno.
Hrólfr si congedò da sua madre e partì sul Fyrisvellir. Quando videro Aðils e i suoi guerrieri che li inseguivano, seminarono oro dietro di loro. Aðils vide il suo prezioso Svíagris sul terreno e si fermò a prenderlo con la lancia, così Hrólfr gli trafisse il sedere con la spada e urlò trionfante che aveva piegato il fondoschiena dell'uomo più potente di Svezia.

## Fonti danesi

### IlChronicon Lethrensee gliAnnales Lundenses
Il Chronicon Lethrense (e gli Annales Lundenses che lo contengono) dicono che quando i re danesi Helghe (Halga) e Ro (Hroðgar) morirono, il re svedese Hakon/Athisl costrinse i Daner ad accettare un cane come re. Al re cane succedette Rolf Krage (Hrólfr Kraki).

### LeGesta Danorum
Le Gesta Danorum (Libro 2) di Saxo Grammaticus raccontano che Helgo (Halga) respinse un'invasione svedese, vendicò Ro uccidendo il re di Svezia Hothbrodd e costrinse gli Svedesi a pagargli dei tributi. Tuttavia si suicidò per la vergogna per la sua relazione incestuosa con Urse, quando scoprì i loro legami di sangue, e gli succedette suo figlio Roluo (Hrólfr Kraki).
Il nuovo re di Svezia, Athislus, pensò che i tributi ai Daner sarebbero stati minori se avesse sposato la madre del re danese, perciò prese Urse come regina. Tuttavia, dopo qualche tempo, Urse fu così sconvolta dall'avidità del re di Svezia che elaborò uno stratagemma per scappare da lui e al tempo stesso privarlo delle sue ricchezze. Incitò Athislus a ribellarsi a Roluo, e programmò tutto affinché Roluo fosse invitato e gli fossero promesse in dono ricchezze.
Al banchetto Roluo non fu dapprima riconosciuto dalla madre, ma quando Athislus criticò il cibo servito, il re svedese e Roluo fecero una scommessa nella quale Roluo avrebbe dovuto provare la sua resistenza. Roluo fu piazzato di fronte ad un fuoco che lo espose ad un tal calore che alla fine una giovane non poté più sopportarne la vista e spense le fiamme. Roluo fu largamente ricompensato da Athislus per la sua resistenza.
Mentre il banchetto durava già da tre giorni, Urse e Roluo scapparono da Uppsala, al mattino presto su carri dove avevano ammassato tutti i tesori del re di Svezia. Per alleggerire il loro peso, e per tenere occupato qualunque guerriero li stesse seguendo, seminarono oro lungo il tragitto (più avanti nell'opera ci si riferisce all'episodio come alla "semina del Fyrisvellir"), sebbene si dica che seminò solamente rame dorato. Quando Athislus, che stava inseguendo i fuggitivi, vide un anello prezioso giacere sul terreno, si chinò a raccogliero. Roluo fu lieto di vedere il re di Svezia inchinato e scappò sulle navi con sua madre.
Roluo poi sconfisse Athislus e diede la Svezia ad un giovane uomo chiamato Hiartuar (Heoroweard), che sposò anche la sorella di Roluo, Skulde. Quando Athislus scoprì che Hiartuar e Skulde avevano ucciso Roluo, festeggiò l'avvenimento, ma bevve così tanto che rimase ucciso.

## Archeologia

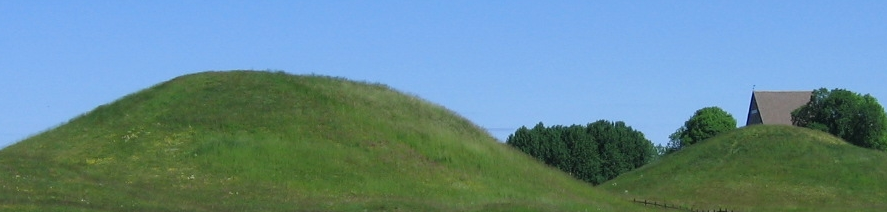
Si pensa che il tumulo sulla sinistra sia la tomba in cui Snorri Sturluson ha detto che Eadgils fu seppellito. I reperti archeologici sembrano concordare con questa versione.

Secondo Snorri Sturluson, Eadgils fu seppellito in uno dei tumuli regali di Gamla Uppsala, e si crede che sia sepolto nel Tumulo di Adils (noto anche come Tumulo occidentale o Tumulo di Thor), uno dei più grandi tumuli ad Uppsala. Uno scavo in questo posto ha mostrato che un uomo vi fu sepolto intorno al 575 su una pelle d'orso con due cani e ricche offerte tombali. V'erano armi lussuose e altri oggetti, sia locali che importati, mostrano che l'uomo sepolto era molto potente. Questi resti includono una spada dei Franchi ornata d'oro e un gioco da tavolo con pedine romane d'avorio. Era vestito costosamente con abiti franchi con fili d'oro, e indossava una cintura con una fibbia costosa. C'erano quattro cammei dal Medio Oriente, probabilmente parti di uno scrigno. I ritrovamenti mostrano i lontani contatti degli Ynglingar nel VI secolo.
La testimonianza di Snorri che Adils aveva i migliori cavalli del suo tempo e quella di Giordane che gli Svedesi del VI secolo erano noti per i loro cavalli trovano supporto nell'archeologia. Questo periodo fu l'inizio dell'Era di Vendel, periodo caratterizzato dalla comparsa delle staffe e di un'élite di potenti guerrieri a cavallo in Svezia, le cui ricche tombe si trovano per esempio a Valsgärde e a Vendel.